# Radunice
Radunice su naseljeno mjesto u sastavu općine Žepče, Federacija Bosne i Hercegovine, BiH.

## Povijest
Radunice su se do 2001. nalazile u sastavu općine Maglaj. 

## Stanovništvo
| Radunice           |              |              |
| godina popisa      | 1991.        | 1981.        |
| Hrvati             | 598 (99,50%) | 713 (99,58%) |
| Muslimani          | 0            | 0            |
| Srbi               | 0            | 1 (0,13%)    |
| Jugoslaveni        | 2 (0,33%)    | 1 (0,13%)    |
| ostali i nepoznato | 1 (0,16%)    | 1 (0,13%)    |
| ukupno             | 601          | 716          |

Radunice kao samostalno naseljeno mjesto postoje od popisa 1981. godine. Do tada su se nalazile u sastavu naseljenog mjesta Globarica.